# Aldith Hunkar
Aldith Hunkar (Paramaribo, 2 de diciembre de 1962) es una periodista y presentadora de televisión, nativa de Surinam.

## Radio
Hunkar comenzó a trabajar en la radio belga local "Radio Royal" en Hamont-Achel mientras cursaba sus estudios. En 1988 comienza a trabajar en Radio 10. En 1990 en la Public Broadcasting Corporation AVRO comienza como presentadora de su programa "Turno Noche" donde pasa música y los oyentes responden a las preguntas que realizan otros oyentes. AVRO le ofrece trabajar en "Hersengymnastiek" (Gimnasia de la mente) (a duo con el presentador Hans Schiffers) y desde 1992 realizan juntos el programa "Arbeidsvitaminen". También en 1992 presenta para AKN en Radio 3 el programa musical "Wakker". Luego, Aldith se cambia a la cadena VPRO y realiza la primera transmisión de "Villa 65" (VPRO). En 1993 para VPRO presentan el musical "Zone" con el subtítulo: "Rock & Roll Talk Radio." Con posterioridad a esto ella realiza trabajos principalmente para televisión, pero en el 2007 realiza una contribución en una estación local de Ámsterdam en un programa sobre cultura en Mart Radio Ámsterdam. 
- Datos: Q2674823
- Multimedia: Aldith Hunkar / Q2674823